# Tour de France 2016/21. Etappe
Die 21. Etappe der Tour de France 2016 wurde am 24. Juli 2016 ausgetragen. Es war die letzte Etappe der 103. Frankreich-Rundfahrt. Sie führte über 113 Kilometer von Chantilly zur Avenue des Champs-Élysées in Paris. In der französischen Hauptstadt wurde ein Rundkurs achtmal durchfahren, bevor der Zielsprint erfolgte, der von André Greipel gewonnen wurde. Es gab eine Bergwertung der vierten Kategorie und einen Zwischensprint nach 73,5 Kilometern. 

## Rennverlauf
Die Fluchtgruppe des Tages bildeten Alexis Gougeard (ALM), Lawson Craddock (CDT), Marcus Burghardt (BMC), Daniel Teklehaimanot (DDD), Jérémy Roy (FDJ), Jan Bárta (BOA), Rui Costa (LAM) und Brice Feillu (FVC). Zuvor hatte sich Roman Kreuziger den letzten Bergpunkt der Tour 2016 geholt. Den Zwischensprint nach 73,5 Kilometern gewann Marcus Burghardt vor Jan Bárta und Daniel Teklehaimanot, während im Feld nicht mehr nach den übrigen Punkten gesprintet wurde.
Vor der Sprintankunft hatte Mitfavorit Marcel Kittel (EQS) einen Defekt und musste wieder ins Feld hineinfahren, nachdem er durch den erforderlichen Radwechsel etwa eine Minute auf die anderen Sprinter verloren hatte. Etwa sechs Kilometer vor dem Ziel wurden die Ausreißer, die nie einen bedeutenden Vorsprung zugestanden bekommen hatten, vom Feld eingeholt.
Kurz vor dem letzten Kilometer hatte auch Bryan Coquard (DEN) einen Defekt und verlor damit alle Chancen auf eine gute Platzierung auf dem Champs-Élysées. Den Massensprint gewann André Greipel (LTS) vor Peter Sagan (TNK) und Alexander Kristoff (KAT). Greipel gelang damit sein erster Tour-Etappenerfolg in diesem Jahr und sein insgesamt elfter Tagessieg bei einer Frankreich-Rundfahrt.

## Punktewertungen
| Zwischensprint in Haut des Champs-Élysées nach 73,5 km auf 53 m |                    |                            |         |
| 1.                                                              | Deutschland        | Marcus Burghardt (BMC)     | 20 Pkt. |
| 2.                                                              | Tschechien         | Jan Bárta (BOA)            | 17 Pkt. |
| 3.                                                              | Eritrea            | Daniel Teklehaimanot (DDD) | 15 Pkt. |
| 4.                                                              | Frankreich         | Jérémy Roy (FDJ)           | 13 Pkt. |
| 5.                                                              | Vereinigte Staaten | Lawson Craddock (CDT)      | 11 Pkt. |
| 6.                                                              | Frankreich         | Alexis Gougeard (ALM)      | 10 Pkt. |
| 7.                                                              | Frankreich         | Brice Feillu (FVC)         | 9 Pkt.  |
| 8.                                                              | Portugal           | Rui Costa (LAM)            | 8 Pkt.  |
| 9.                                                              | Frankreich         | Romain Sicard (DEN)        | 7 Pkt.  |
| 10.                                                             | Frankreich         | Fabrice Jeandesboz (DEN)   | 6 Pkt.  |
| 11.                                                             | Tschechien         | Petr Vakoč (EQS)           | 5 Pkt.  |
| 12.                                                             | Belgien            | Thomas De Gendt (LTS)      | 4 Pkt.  |
| 13.                                                             | Frankreich         | Thomas Voeckler (DEN)      | 3 Pkt.  |
| 14.                                                             | Frankreich         | Sylvain Chavanel (DEN)     | 2 Pkt.  |
| 15.                                                             | Kanada             | Antoine Duchesne (DEN)     | 1 Pkt.  |

| Etappenziel in Avenue des Champs-Élysées nach 113 km auf 38 m |                        |                                   |         |
| 1.                                                            | Deutschland            | André Greipel (LTS)               | 50 Pkt. |
| 2.                                                            | Slowakei               | Peter Sagan (TNK)                 | 30 Pkt. |
| 3.                                                            | Norwegen               | Alexander Kristoff (KAT)          | 20 Pkt. |
| 4.                                                            | Norwegen               | Edvald Boasson Hagen (DDD)        | 18 Pkt. |
| 5.                                                            | Australien             | Michael Matthews (OBE)            | 16 Pkt. |
| 6.                                                            | Belgien                | Jasper Stuyven (TFS)              | 14 Pkt. |
| 7.                                                            | Litauen                | Ramūnas Navardauskas (CDT)        | 12 Pkt. |
| 8.                                                            | Frankreich             | Christophe Laporte (COF)          | 10 Pkt. |
| 9.                                                            | Irland                 | Sam Bennett (BOA)                 | 8 Pkt.  |
| 10.                                                           | Sudafrika              | Reinardt Janse van Rensburg (DDD) | 7 Pkt.  |
| 11.                                                           | Italien                | Davide Cimolai (LAM)              | 6 Pkt.  |
| 12.                                                           | Vereinigtes Konigreich | Daniel McLay (FVC)                | 5 Pkt.  |
| 13.                                                           | Australien             | Leigh Howard (IAM)                | 4 Pkt.  |
| 14.                                                           | Argentinien            | Maximiliano Richeze (EQS)         | 3 Pkt.  |
| 15.                                                           | Frankreich             | Anthony Roux (FDJ)                | 2 Pkt.  |

## Aufgaben
- Tony Martin (EQS): Aufgabe während der Etappe